# 이하이
이하이(한국 한자: 李遐怡, 1996년 9월 23일 ~ )는 대한민국의 가수이다. 경기도 부천시 출신으로, 2011년에 오디션 프로그램 《K팝스타 시즌 1》에 출연하여 준우승을 했다.

## 학력
- 석천초등학교 (졸업)
- 상일중학교 (졸업)
- 서울공연예술고등학교 실용음악과 (졸업)

## 경력

### 2020-2021: AOMG와의 계약과4 ONLY
이하이는 2020년 7월 22일에 AOMG와 계약한 후 싱글 "홀로"를 발매했다. "홀로"는 가온 디지털 차트에서 7위를 기록했고, 한국 힙합 어워즈에서 올해의 알앤비 트랙을 수상했다.
2021년 9월 9일에 3번째 정규 음반 4 ONLY를 발매했다. 이는 한국 힙합 어워즈 올해의 알앤비 앨범 후보에 올랐고, 수록곡 "ONLY"는 올해의 알앤비 트랙을 수상했다.

## 디스코그래피
정규 음반
- First Love (2013)
- Seoulite (2016)
- 4 ONLY (2021)

## 필모그래피

### TV
| 연도 | 제목                | 역할                 | 각주   |
| ---- | ------------------- | -------------------- | ------ |
| 2011 | <K팝스타 시즌 1>    | 참가자 (준우승)      | [ 6 ]  |
| 2017 | <사이어필>          | 캐스트 멤버          | [ 7 ]  |
| 2017 | <복면가왕>          | 참가자               | [ 8 ]  |
| 2020 | <비긴어게인>        | 캐스트 멤버 (시즌 4) | [ 9 ]  |
| 2020 | <유희열의 스케치북> | 게스트               | [ 10 ] |

## 공연

### 콘서트
| 날짜 (기간)          | 공연 장소                                            |
| -------------------- | ---------------------------------------------------- |
| 2013년 5월 12일      | 이하이 시크릿라이브 RE-HI (서강대학교 메리홀 대강당) |
| 2014년 4월 12일~13일 | YG Family 2014 Tour in JAPAN (교세라 돔)             |
| 2014년 5월 3일~4일   | YG Family 2014 Tour in JAPAN (도쿄 돔)               |
| 2014년 8월 15일      | YG Family 2014 Tour in Seoul (잠실 올림픽운동장)     |

### 기타
| 날짜 (기간)        | 공연 장소                       |
| ------------------ | ------------------------------- |
| 2012년 5월 15일    | K팝 청소년 문화페스티벌         |
| 2012년 5월 19일    | 서울 재즈페스티벌 2012          |
| 2012년 5월 25일    | 여수엑스포 빅오(Big-O)          |
| 2012년 8월 24~26일 | 올댓스케이트 서머 2012 아이스쇼 |

## 수상 및 후보
| 시상식               | 연도 | 후보             | 부문                             | 결과 | 각주   |
| -------------------- | ---- | ---------------- | -------------------------------- | ---- | ------ |
| 가온차트 뮤직 어워즈 | 2012 | "1,2,3,4"        | 올해의 노래 - 11월               | Won  | [ 18 ] |
| 골든 디스크          | 2012 | 이하이           | 음원 부문 신인상                 | Won  | [ 19 ] |
| 골든 디스크          | 2016 | "한숨"           | 음원 부문 본상                   | Won  | [ 20 ] |
| 한국대중음악상       | 2013 | "1,2,3,4"        | 최우수 R&B 노래                  | 후보 | [ 21 ] |
| 한국대중음악상       | 2014 | 이하이           | 네티즌이 뽑은 올해의 음악인-여자 | 수상 | [ 22 ] |
| 한국대중음악상       | 2014 | First Love       | 최우수 알앤비 음반               | 후보 | [ 23 ] |
| 한국대중음악상       | 2014 | "It's Over"      | 최우수 R&B 노래                  | 후보 | [ 24 ] |
| 한국대중음악상       | 2022 | "머리어깨무릎발" | 최우수 R&B 노래                  | 후보 | [ 25 ] |
| 한국 힙합 어워즈     | 2021 | "홀로"           | 올해의 알앤비 트랙               | 수상 | [ 26 ] |
| 한국 힙합 어워즈     | 2022 | "ONLY"           | 올해의 알앤비 트랙               | 수상 | [ 5 ]  |
| 한국 힙합 어워즈     | 2022 | 4 ONLY           | 올해의 알앤비 앨범               | 후보 | [ 4 ]  |

## 평가
- Mama Do 원곡 가수 픽시로트, 한국 쇼케이스를 위해 방문 중,[27] 인터뷰에서 이하이가 K팝스타 공연에서 부른 Mama Do에 대하여 “영상을 보고 정말 뛰어난 가수라고 생각했어요. 제가 부른 것보다 더 낫다고 할 정도로요. 비트를 삽입한 슬로우 편곡이 멋진데다 정말 대단한 실력을 갖추고 있어서, 제 곡을 선곡해 불러준 것이 영광이라고 생각해요.” 라고 평가[28]
- 월 스트리트 저널에서 한국의 아델[29]이라 불렀고 빌보드에서는 괴물신인[30]이라 불렸다.